# 拉斐尔·乌里韦·乌里韦
拉斐尔·乌里韦·乌里韦（西班牙語：Rafael Uribe Uribe；1859年4月12日—1914年10月15日），哥伦比亚律师，新闻记者和政治家，在千日战争中作为哥伦比亚自由党的领袖。
乌里韦·乌里韦以其支持哥伦比亚建立工会的政治思想、卓越的外交工作以及帮助哥伦比亚咖啡种植者抗击铁锈病而闻名。

## 早年生平
乌里韦·乌里韦出生于安蒂奥基亚省的小镇瓦尔帕莱索。他在安蒂奥基亚大学和罗萨里奥大学就读，之后成为了一名律师。他还成为了宪法学和政治经济学教授。

## 千日战争
在1895年期间，乌里韦·乌里韦试图推翻拉斐尔·雷耶斯，但是最终被击败，并且被囚禁在卡塔赫纳。之后乌里韦·乌里韦被特赦，之后他成为了自由党的坚实人物，在自由党内取得了崇高的地位。1899年10月20日，乌里韦·乌里韦参与了千日战争的起义。
乌里韦·乌里韦在布卡拉曼加战役被保守党击败，之后他前往了库库塔，在那里他和本哈明·埃雷拉将军联手，1899年12月15日，在前往奥卡尼亚的途中遭到伏击，被迫发起了佩拉隆索战役，不过战斗在第二天以乌里韦战胜了保守派而结束。
1900年2月2日，乌里韦·乌里韦在特兰庄园内占领了保守党的高级指挥部，不过由于在帕隆内格罗战役中的失败，自由党被迫退到委内瑞拉境内，在委内瑞拉，自由党军队受到了委内瑞拉总统西普里亚诺·卡斯特罗的协助和保护。尽管保守党试图攻入委内瑞拉以一举击溃乌里韦·乌里韦和哥伦比亚自由党，然而保守党支持的委内瑞拉将军卡洛斯·兰赫尔·加尔比拉斯却没能击败乌里韦·乌里韦。
1901年9月13日，委内瑞拉和自由党的联军试图攻陷里奥阿查，并且爆发了卡拉苏阿战役，由于自由党和委内瑞拉联军的战败，乌里韦·乌里韦确定自己无法取胜，因此在1902年10月24日向保守党雷耶斯政府投降。

## 战后
千日战争后的乌里韦·乌里韦依然是坚定的自由党员。1914年10月15日，乌里韦·乌里韦遭到了刺杀，刺客赫苏斯·卡瓦哈尔和莱奥韦希尔多·加拉尔萨在波哥大玻利瓦尔广场和国会大厦之间用斧头袭击了乌里韦·乌里韦。乌里韦·乌里韦在次日身亡。

## 其他
哥伦比亚著名作家加布列·賈西亞·馬奎斯曾坦承《百年孤独》中奥雷里亚诺·布恩迪亚有乌里韦·乌里韦的影子，因为马尔克斯的祖父曾参加过千日战争。